# كفر الشيخ إبراهيم (المنيا)
قرية كفر الشيخ إبراهيم هي إحدى القرى التابعة لمركز بني مزار بمحافظة المنيا في جمهورية مصر العربية. حسب إحصاءات سنة 2006، بلغ إجمالي السكان في كفر الشيخ إبراهيم 4832 نسمة، منهم 2411 رجلا و2421 امرأة.